# Tredje flygeskadern
Tredje flygeskadern (E 3) var en flygeskader inom svenska flygvapnet som verkade i olika former åren 1943–1966. Förbandsledningen var förlagd i Barkarby flygplats i Stockholms garnison i Stockholm.

## Historik
Tredje flygeskadern bildades 1943 och dess stab kom att placeras i Stockholm 1945. År 1957 kom den att omlokaliseras till Barkarby. Eskadern var verksam som jakteskader fram till att den avvecklades 1966.

## Ingående enheter
Tredje flygeskadern var den samlade benämningen på jaktflottiljer som gemensamt skulle genomföra jaktföretag i händelse av krig. 

### 1944–1948
| Flottiljer                     | Flygslag | Huvudtyper    |
| ------------------------------ | -------- | ------------- |
| Svea flygflottilj (F 8)        | Dagjakt  | J 9           |
| Skånska flygflottiljen (F 10)  | Dagjakt  | J 20 / J 22   |
| Bråvalla flygflottilj (F 13)   | Dagjakt  | J 22          |
| Hälsinge flygflottilj (F 15)   | Dagjakt  | J 21          |
| Södertörns flygflottilj (F 18) | Dagjakt  | J 28B Vampire |

### 1948–1957
| Flottiljer                      | Flygslag | Huvudtyper    |
| ------------------------------- | -------- | ------------- |
| Västmanlands flygflottilj (F 1) | Nattjakt | J 30 Mosquito |
| Östgöta flygflottilj (F 3)      | Dagjakt  | J 22          |
| Svea flygflottilj (F 8)         | Dagjakt  | J 28B         |
| Bråvalla flygflottilj (F 13)    | Dagjakt  | J 28A         |
| Upplands flygflottilj (F 16)    | Dagjakt  | J 26 Mustang  |

### 1957–1966
| Flottiljer                      | Flygslag | Huvudtyper                 |
| ------------------------------- | -------- | -------------------------- |
| Västmanlands flygflottilj (F 1) | Jakt     | J 33 Venom / J 32B Lansen  |
| Svea flygflottilj (F 8)         | Jakt     | J 34 Hawker Hunter (–1963) |
| Bråvalla flygflottilj (F 13)    | Jakt     | J 29 Tunnan / J 35 Draken  |
| Upplands flygflottilj (F 16)    | Jakt     | J 29 Tunnan / J 35 Draken  |
| Södertörns flygflottilj (F 18)  | Jakt     | J 34 Hunter / J 35B Draken |

## Förbandschefer
Befattningen eskaderchef hade tjänstegraden generalmajor. Medan ställföreträdande chef innehade tjänstegraden överste.
| Eskaderchefer - 1945–1947: Folke Ramström - 1947–1954: Axel Ljungdahl - 1954–1956: Torsten Rapp - 1956–1960: Lage Thunberg - 1960–1966: Lennart Peyron | Ställföreträdande eskaderchefer - 1956–1960: Bill Bergman - 1960–1966: Ante Söderlindh |

## Namn, beteckning och förläggningsort
| Tredje flygeskadern | 1943-??-?? | – | 1966-09-30 |

| E 3 | 1943-??-?? | – | 1966-09-30 |

| Stockholm (F)          | 1945-??-?? | – | 1957       |
| Barkarby flygplats (F) | 1957-??-?? | – | 1966-09-30 |